# صدف تخم‌مرغی رونجل
صدف تخم مرغی رونجل (نام علمی: Laevicardium pictum) نام یک گونه از تیره صدف راه‌راه است.